# Westport House
Westport House à Westport, dans le comté de Mayo, en Irlande, est une maison de campagne, historiquement le siège familial du marquis de Sligo et des Brownes et conçue par les architectes du XVIIIe siècle Richard Cassels, Thomas Ivory et James Wyatt. Le titre et la maison sont séparés en 2014, à la suite du décès de Jeremy Browne (11e marquis de Sligo), qui lègue le domaine à ses cinq filles. Ses titres passent à son cousin germain, Sebastian Ulick Browne, un agent immobilier résidant en Australie. La maison est achetée par le groupe Hughes en 2017.

## Histoire
Le colonel John Browne (1638–1711), construit la première maison Westport sur le site du château O'Malley de Cahernamart. Il épouse Maud Bourke, fille de Theobald Bourke, 3e vicomte Mayo et l'arrière-arrière-petite-fille de Grace O'Malley. C'est un catholique romain qui combat du côté jacobite dans la Guerre des Deux Rois. Son petit-fils, cependant, se convertit à l'Église établie d'Irlande.
La maison est reconstruite par la famille Browne au XVIIIe siècle. Les architectes sont Richard Cassels, qui construit (1730) la partie est de la maison face à la ville, et plus tard Thomas Ivory et James Wyatt, qui construisent les trois autres façades pour former un quadrilatère. Des ailes nord et sud sont ajoutées aux plans de Benjamin Dean Wyatt. L'aile sud, qui abrite une bibliothèque, est incendiée peu après sa construction en raison d'un défaut du système de chauffage et est reconstruite. Après l'incendie, le deuxième marquis couvre la cour ouverte et fait construire une nouvelle bibliothèque en aménageant une galerie autour du mur intérieur désormais clos. Le salon est reconstruit et le plafond peint pour représenter le ciel, avec des corniches de personnages pompéiens peints et un morceau de manteau par John Flaxman. Il achète dix-huit tableaux de paysages de James Arthur O'Connor, alors inconnu. En 1858, George Wilkinson conçoit un grand escalier de marbre sicilien pour le troisième marquis de Sligo, remplaçant la bibliothèque du deuxième marquis. La balustrade de pièces moulées en bronze phosphoreux avec le motif de l'aigle Browne est de Skidmore, Coventry.
Une ferme modèle est construite dans le domaine au début du XIXe siècle, avec des bâtiments pour le logement et l'alimentation des animaux. Les vestiges d'un ancien hangar à bateaux sont ouverts sur la mer.
Après la mort du 11e marquis de Sligo en juillet 2014, la maison passe à ses cinq filles, à la suite d'une loi privée votée par Seanad en 1993, lui permettant de déshériter son cousin Sebastian Browne, l'héritier des pairies et du domaine.
Le 17 janvier 2017, les filles du 11e marquis vendent Westport House à la famille Hughes, une famille d'affaires locale de Westport, mettant fin à la présence de la famille Browne à Westport House pendant des centaines d'années.

## Architecture

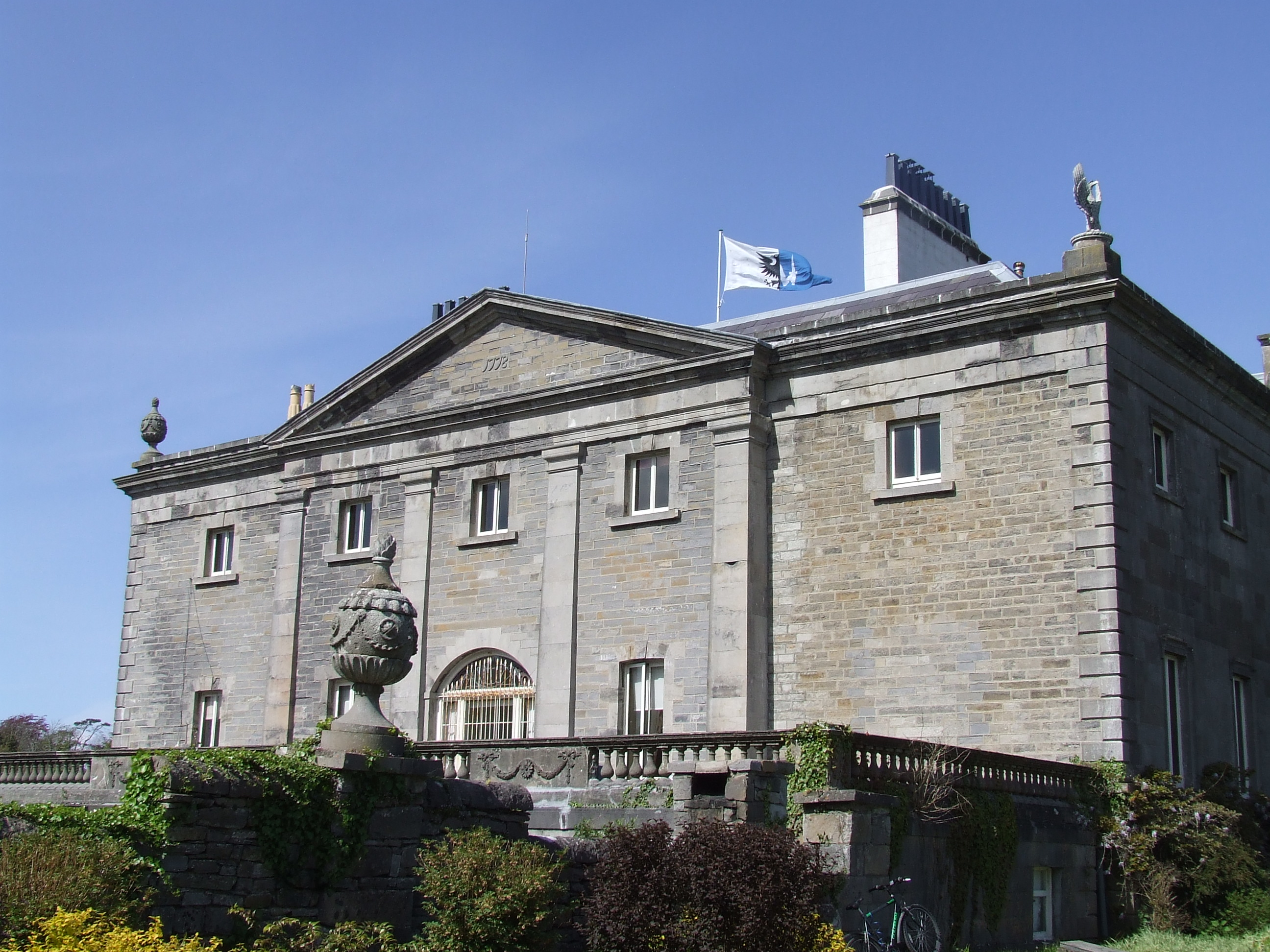
Façade sud.

La façade est de la maison est construite en 1730 par le petit-fils du colonel John Browne, John Browne (1er comte d'Altamont), qui embauche l'architecte allemand Richard Cassels. Il est construit avec du calcaire extrait de la carrière au sud du domaine.
Sur la façade sud est datée 1778. La grande salle à manger est décorée par James Wyatt. Les portes sont en acajou ramené des domaines familiaux de la Jamaïque. Il y a encore un certain nombre de dessins originaux de Wyatt exposés, ainsi que certains de ceux de son fils, Benjamin Wyatt. Les ailes des côtés nord et sud de la maison sont construites par Wyatt junior. L'escalier et l'enceinte du puits de lumière au milieu de la maison sont entrepris plus tard. La dernière partie de l'aménagement est la création des terrasses du côté ouest de la maison. La bibliothèque d'origine brûle peu de temps après sa construction en raison d'un dysfonctionnement du chauffage.

## Art et antiquités
Westport House est également inhabituel en ce qu'il est complet avec des contenus originaux, dont la plupart ont une longue association avec l'Irlande. Parmi les tableaux figurent des portraits par Joshua Reynolds du 1er comte d'Altamont, de Denis Browne, frère du 1er marquis de Sligo et membre du Parlement de Grattan ; et par William Beechey, de Howe Peter - le 2e marquis de Sligo, qui a passé quatre mois dans une prison anglaise pour avoir soudoyé des marins britanniques en temps de guerre pour amener son navire, plein d'antiquités de Grèce, à Westport. Howe Peter est un ami de George IV et du poète Byron. Il y a un portrait d'Earl Howe - amiral de la flotte, père de la 1re marquise de Sligo, par John Singleton Copley. Les œuvres d'art comprennent également une collection de paysages peints dans la localité par James Arthur O'Connor. Dans l'alcôve de l'escalier en marbre se dresse l'Ange de bienvenue en marbre du sculpteur américain Charles Francis Fuller, que le troisième marquis achète à Rome en 1862.
Il existe également une collection de personnages en cire de Gems Display Figures, qui rendent hommage aux réalisations littéraires, artistiques et musicales de l'ouest de l'Irlande, notamment William Butler Yeats, Lady Gregory et Turlough Carolan.
Une belle collection d'argenterie ancienne anglaise et irlandaise est exposée, qui comprend des anneaux de « pomme de terre » ou de plat irlandais du XVIIIe siècle ; verre Waterford; une bibliothèque avec de nombreux vieux livres irlandais et le drapeau de la Légion Mayo qui a été apporté en Irlande par le général Humbert lorsqu'il a envahi le pays en 1798, et qui se trouve depuis à Westport House.